# Jeļena Ostapenko

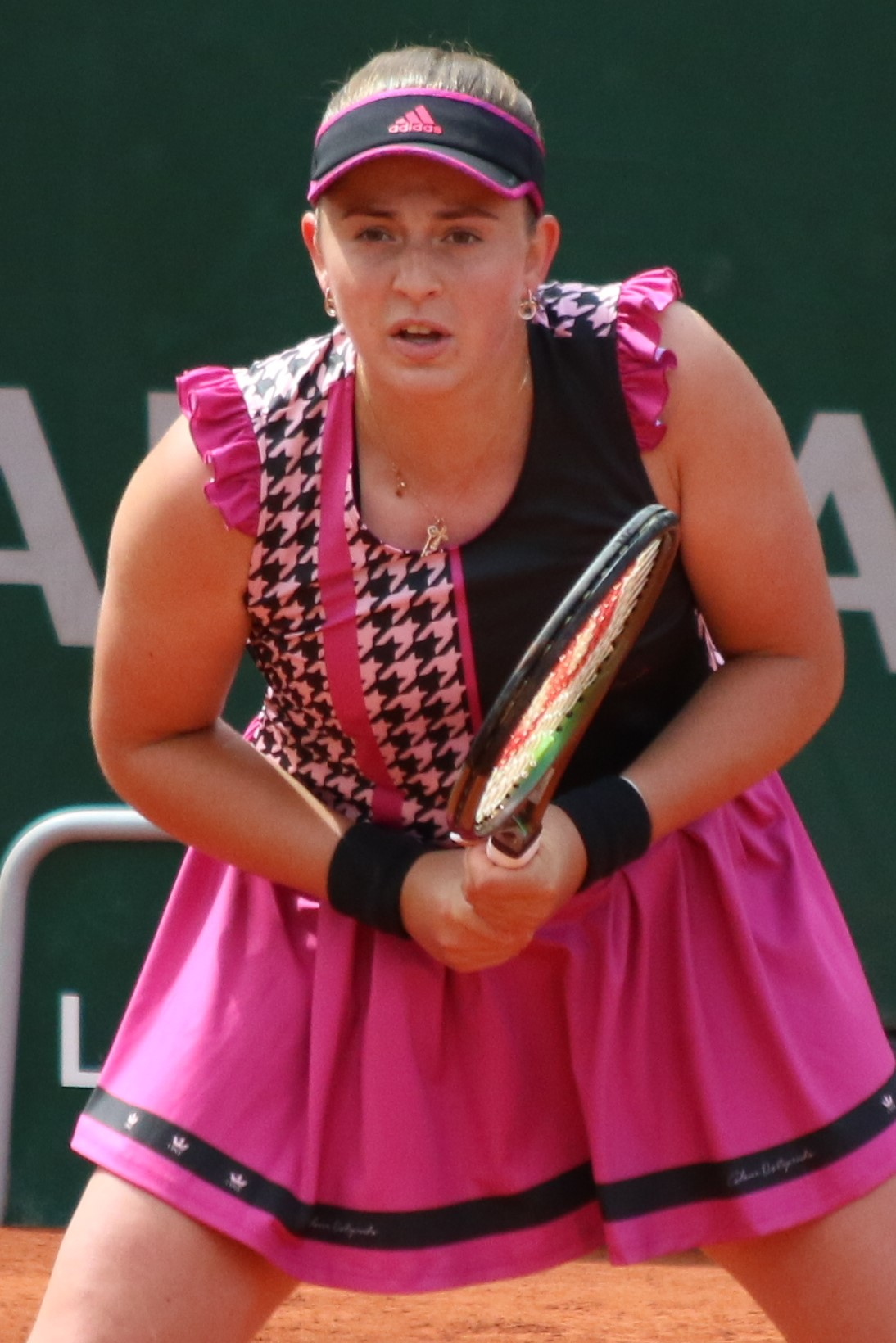
Roland Garros 2022

Jeļena Ostapenko (Riga, 8 juni 1997) is een tennisspeelster uit Letland. Zij begon op vijfjarige leeftijd met tennis. Haar favoriete ondergrond is hardcourt. Zij speelt rechtshandig en heeft een tweehandige backhand. Zij is actief in het internationale tennis sinds 2012.
Ostapenko komt sinds 2013 jaarlijks uit voor Letland op de Fed Cup – zij behaalde daar een winst/verlies-balans van 37–21.

## Loopbaan
In 2015 kreeg zij een wildcard voor Wimbledon, wat voor haar een grandslamdebuut inhield. Later dat jaar stond zij voor het eerst in een WTA-finale, op het toernooi van Québec. In 2016 volgde daarop een finaleplaats op een "Premier Five"-toernooi, in Doha, en in 2017 op het toernooi van Charleston.
In 2017 behaalde Ostapenko haar eerste WTA-titel, op het dubbelspeltoernooi van Sint-Petersburg, samen met de Poolse Alicja Rosolska. Ostapenko won in 2017 het enkelspel op Roland Garros, haar eerste eindzege in een grandslamtoernooi en tevens de eerste voor een speler uit Letland. Na overwinningen op Louisa Chirico, Mónica Puig, Lesja Tsoerenko en Samantha Stosur, versloeg zij in de kwartfinale Caroline Wozniacki, in de halve finale Timea Bacsinszky en in de finale de als derde geplaatste Simona Halep. Haar overwinning als ongeplaatst speelster op Roland Garros was de eerste sinds die van Margaret Scriven in 1933. Op Wimbledon van datzelfde jaar bereikte zij de kwartfinales, waarin de vijfvoudig winnares Venus Williams haar een halt toe riep. Haar sterke seizoen werd aan het einde van het jaar bekroond, toen Ostapenko in eigen land (Letland) voor het eerst in haar loopbaan werd uitgeroepen tot Sportvrouw van het jaar.
In maart 2018 bereikte Ostapenko haar hoogste positie op de wereldranglijst van het enkelspel: de vijfde plaats. Twee maanden later verloor zij als titelverdedigster op Roland Garros in de eerste ronde, waarmee zij weer uit de top tien wegviel. Op Wimbledon 2018 kwam zij tot de halve finale, waarin de latere winnares Angelique Kerber in twee sets te sterk was.
In 2019 bereikte zij de finale in het gemengd dubbelspel op Wimbledon, met de Zweed Robert Lindstedt aan haar zijde – zij verloren hier van Latisha Chan en Ivan Dodig.
In 2022 bereikte Ostapenko, samen met de Oekraïense Ljoedmyla Kitsjenok, de halve finale op Roland Garros. Met de zelfde partner won zij het grastoernooi van Birmingham. Op Wimbledon bereikten zij weer de halve finale. Met de zelfde partner won zij het WTA-toernooi van Cincinnati – daarmee maakte zij haar entrée tot de top tien van de wereldranglijst in het dubbelspel. In september steeg zij naar de 7e plek.
Op het Australian Open 2024 bereikte Ostapenko voor het eerst een grandslamfinale in het dubbelspel, met de Oekraïense Ljoedmyla Kitsjenok aan haar zijde – zij verloren de eindstrijd van Hsieh Su-wei en Elise Mertens. In juni won zij met de zelfde partner haar achtste dubbelspeltitel op het gras van Eastbourne. In september won zij, weer met Kitsjenok, op het US Open haar eerste grandslamtitel in het dubbelspel. Later die maand klom zij naar plek 5 op de mondiale ranglijst, en in oktober naar de vierde plaats.
In februari 2025 won Ostapenko, nu spelend aan de zijde van de Australische Ellen Perez, haar tiende WTA-dubbelspeltitel in Abu Dhabi. Geflankeerd door de Nieuw-Zeelandse Erin Routliffe won zij haar elfde op het WTA 500-toernooi van Charleston. In april won zij haar negende enkelspeltitel op het WTA 500-toernooi van Stuttgart – in de finale versloeg zij (voor het eerst) Aryna Sabalenka, aanvoerder van de wereldranglijst. Op Wimbledon 2025 bereikte zij de dubbelspelfinale – daardoor steeg zij naar de derde plek van de dubbelspelranglijst.

## Posities op deWTA-ranglijst
Positie per einde seizoen:
| jaar | rang enkelspel | rang dubbelspel |
| ---- | -------------- | --------------- |
| 2012 | 892            | 934             |
| 2013 | 672            | 409             |
| 2014 | 79             | 152             |
| 2015 | 79             | 152             |
| 2016 | 44             | 101             |
| 2017 | 7              | 42              |
| 2018 | 22             | 38              |
| 2019 | 44             | 22              |
| 2020 | 44             | 19              |
| 2021 | 28             | 23              |
| 2022 | 18             | 14              |
| 2023 | 13             | 36              |
| 2024 | 15             | 6               |

## Resultaten grandslamtoernooien
| Legenda | Legenda                          |
| ------- | -------------------------------- |
| g.t.    | geen toernooi gehouden           |
| l.c.    | lagere categorie                 |
| –       | niet deelgenomen                 |
| G       | uitgeschakeld in de groepsfase   |
| 1R      | uitgeschakeld in de eerste ronde |
| 2R      | uitgeschakeld in de tweede ronde |
| 3R      | uitgeschakeld in de derde ronde  |
| 4R      | uitgeschakeld in de vierde ronde |
| KF      | uitgeschakeld in de kwartfinale  |
| HF      | uitgeschakeld in de halve finale |
| F       | de finale verloren               |
| W       | het toernooi gewonnen            |
| w-v     | winst/verlies-balans             |

### Enkelspel
| toernooi        | 2015 | 2016 | 2017 | 2018 | 2019 | 2020 | 2021 | 2022 | 2023 | 2024 | 2025 |
| --------------- | ---- | ---- | ---- | ---- | ---- | ---- | ---- | ---- | ---- | ---- | ---- |
| Australian Open | –    | 1R   | 3R   | 3R   | 1R   | 2R   | 1R   | 3R   | KF   | 3R   | 1R   |
| Roland Garros   | –    | 1R   | W    | 1R   | 1R   | 3R   | 1R   | 2R   | 2R   | 2R   | 3R   |
| Wimbledon       | 2R   | 1R   | KF   | HF   | 1R   | g.t. | 3R   | 4R   | 2R   | KF   | 1R   |
| US Open         | 2R   | 1R   | 3R   | 3R   | 3R   | –    | –    | 1R   | KF   | 1R   |      |

### Vrouwendubbelspel
| toernooi        | 2016 | 2017 | 2018 | 2019 | 2020 | 2021 | 2022 | 2023 | 2024 | 2025 |
| --------------- | ---- | ---- | ---- | ---- | ---- | ---- | ---- | ---- | ---- | ---- |
| Australian Open | 1R   | 1R   | 1R   | 2R   | KF   | 3R   | 2R   | 1R   | F    | F    |
| Roland Garros   | 1R   | 1R   | 1R   | KF   | 3R   | 3R   | HF   | 2R   | 2R   | 2R   |
| Wimbledon       | 3R   | 1R   | 3R   | 1R   | g.t. | 2R   | HF   | 1R   | KF   | F    |
| US Open         | 2R   | 1R   | 1R   | KF   | –    | –    | 3R   | 2R   | W    |      |

### Gemengd dubbelspel
| toernooi        | 2016 | 2017 | 2018 | 2019 | 2020 | 2021 | 2022 | 2023 |    | 2025 |
| --------------- | ---- | ---- | ---- | ---- | ---- | ---- | ---- | ---- | -- | ---- |
| Australian Open | –    | –    | –    | –    | 2R   | 1R   | –    | KF   | 1R |      |
| Roland Garros   | –    | 1R   | 1R   | –    | g.t. | –    | –    | 1R   | –  |      |
| Wimbledon       | HF   | –    | –    | F    | g.t. | –    | KF   | –    | 1R |      |
| US Open         | 1R   | 2R   | –    | –    | g.t. | –    | KF   | –    |    |      |

## Palmares
| Legenda                 |
| ----------------------- |
| Grandslamtoernooi       |
| Olympische Spelen       |
| Year-End Championships  |
| Premier Mandatory       |
| Premier Five / WTA 1000 |
| Premier / WTA 500       |
| International / WTA 250 |
| Challenger / WTA 125    |

### Overwinningen op een regerend nummer 1
Ostapenko heeft tot op heden driemaal een partij tegen een op dat ogenblik heersend leider van de wereldranglijst gewonnen (peildatum 21 april 2025):
| nr. | datum      | toernooi      | ronde        | tegenstandster   | score         |         |
| --- | ---------- | ------------- | ------------ | ---------------- | ------------- | ------- |
| 1.  | 2017-09-28 | WTA Wuhan     | kwartfinale  | Garbiñe Muguruza | 1-6, 6-3, 6-2 | details |
| 2.  | 2023-09-03 | US Open       | vierde ronde | Iga Świątek      | 3-6, 6-3, 6-1 | details |
| 3.  | 2025-04-21 | WTA Stuttgart | finale       | Aryna Sabalenka  | 6-4, 6-1      | details |

### WTA-finaleplaatsen enkelspel
| nr.              | finale     | toernooi       | ondergrond    | tegenstandster          | score         |         |
| ---------------- | ---------- | -------------- | ------------- | ----------------------- | ------------- | ------- |
| gewonnen finales |            |                |               |                         |               |         |
| 1.               | 2017-06-10 | Roland Garros  | gravel        | Simona Halep            | 4-6, 6-4, 6-3 | details |
| 2.               | 2017-09-24 | WTA Seoel      | hardcourt     | Beatriz Haddad Maia     | 6-7, 6-1, 6-4 | details |
| 3.               | 2019-10-20 | WTA Luxemburg  | hardcourt (i) | Julia Görges            | 6-4, 6-1      | details |
| 4.               | 2021-06-26 | WTA Eastbourne | gras          | Anett Kontaveit         | 6-3, 6-3      | details |
| 5.               | 2022-02-19 | WTA Dubai      | hardcourt     | Veronika Koedermetova   | 6-0, 6-4      | details |
| 6.               | 2023-06-25 | WTA Birmingham | gras          | Barbora Krejčíková      | 7-6, 6-4      | details |
| 7.               | 2024-01-13 | WTA Adelaide   | hardcourt     | Darja Kasatkina         | 6-3, 6-2      | details |
| 8.               | 2024-02-04 | WTA Linz       | hardcourt (i) | Jekaterina Aleksandrova | 6-2, 6-3      | details |
| 9.               | 2025-04-21 | WTA Stuttgart  | gravel (i)    | Aryna Sabalenka         | 6-4, 6-1      | details |
| verloren finales |            |                |               |                         |               |         |
| 1.               | 2015-09-20 | WTA Québec     | tapijt (i)    | Annika Beck             | 2-6, 2-6      | details |
| 2.               | 2016-02-27 | WTA Doha       | hardcourt     | Carla Suárez Navarro    | 6-1, 4-6, 4-6 | details |
| 3.               | 2017-04-09 | WTA Charleston | gravel        | Darja Kasatkina         | 3-6, 1-6      | details |
| 4.               | 2018-03-31 | WTA Miami      | hardcourt     | Sloane Stephens         | 6-7, 1-6      | details |
| 5.               | 2019-10-13 | WTA Linz       | hardcourt (i) | Cori Gauff              | 3-6, 6-1, 2-6 | details |
| 6.               | 2021-09-19 | WTA Luxemburg  | hardcourt (i) | Clara Tauson            | 3-6, 6-4, 4-6 | details |
| 7.               | 2022-06-25 | WTA Eastbourne | gras          | Petra Kvitová           | 3-6, 2-6      | details |
| 8.               | 2022-09-25 | WTA Seoel      | hardcourt     | Jekaterina Aleksandrova | 6-7, 0-6      | details |
| 9.               | 2025-02-15 | WTA Doha       | hardcourt     | Amanda Anisimova        | 4-6, 3-6      | details |

### WTA-finaleplaatsen vrouwendubbelspel
| nr.              | finale     | toernooi            | ondergrond    | partner             | tegenstandsters                            | score            |         |
| ---------------- | ---------- | ------------------- | ------------- | ------------------- | ------------------------------------------ | ---------------- | ------- |
| gewonnen finales |            |                     |               |                     |                                            |                  |         |
| 01.              | 2017-02-05 | WTA Sint-Petersburg | hardcourt (i) | Alicja Rosolska     | Darija Jurak Xenia Knoll                   | 3-6, 6-2, [10-5] | details |
| 02.              | 2017-04-30 | WTA Stuttgart       | gravel (i)    | Raquel Atawo        | Abigail Spears Katarina Srebotnik          | 6-4, 6-4         | details |
| 03.              | 2018-02-18 | WTA Doha            | hardcourt     | Gabriela Dabrowski  | Andreja Klepač María José Martínez Sánchez | 6-3, 6-3         | details |
| 04.              | 2021-10-23 | WTA Moskou          | hardcourt     | Kateřina Siniaková  | Nadija Kitsjenok Raluca Olaru              | 6-2, 4-6, [10-8] | details |
| 05.              | 2022-06-19 | WTA Birmingham      | gras          | Ljoedmyla Kitsjenok | Elise Mertens Zhang Shuai                  | walk-over        | details |
| 06.              | 2022-08-20 | WTA Cincinnati      | hardcourt     | Ljoedmyla Kitsjenok | Nicole Melichar-Martinez Ellen Perez       | 7-6, 6-3         | details |
| 07.              | 2024-01-06 | WTA Brisbane        | hardcourt     | Ljoedmyla Kitsjenok | Greet Minnen Heather Watson                | 7-5, 6-2         | details |
| 08.              | 2024-06-29 | WTA Eastbourne      | gras          | Ljoedmyla Kitsjenok | Gabriela Dabrowski Erin Routliffe          | 5-7, 7-6, [10-8] | details |
| 09.              | 2024-09-06 | US Open             | hardcourt     | Ljoedmyla Kitsjenok | Kristina Mladenovic Zhang Shuai            | 6-4, 6-3         | details |
| 10.              | 2025-02-08 | WTA Abu Dhabi       | hardcourt     | Ellen Perez         | Kristina Mladenovic Zhang Shuai            | 6-2, 6-1         | details |
| 11.              | 2025-04-06 | WTA Charleston      | gravel        | Erin Routliffe      | Caroline Dolehide Desirae Krawczyk         | 6-4, 6-2         | details |
| verloren finales |            |                     |               |                     |                                            |                  |         |
| 01.              | 2019-07-28 | WTA Jūrmala         | gravel        | Galina Voskobojeva  | Sharon Fichman Nina Stojanović             | 6-2, 6-7, [6-10] | details |
| 02.              | 2019-10-06 | WTA Peking          | hardcourt     | Dajana Jastremska   | Sofia Kenin Bethanie Mattek-Sands          | 3-6, 7-6, [7-10] | details |
| 03.              | 2020-02-28 | WTA Doha            | hardcourt     | Gabriela Dabrowski  | Hsieh Su-wei Barbora Strýcová              | 2-6, 7-5, [2-10] | details |
| 04.              | 2021-03-05 | WTA Doha            | hardcourt     | Monica Niculescu    | Nicole Melichar Demi Schuurs               | 2-6, 6-2, [8-10] | details |
| 05.              | 2022-02-19 | WTA Dubai           | hardcourt     | Ljoedmyla Kitsjenok | Veronika Koedermetova Elise Mertens        | 1-6, 3-6         | details |
| 06.              | 2022-06-25 | WTA Eastbourne      | gras          | Ljoedmyla Kitsjenok | Aleksandra Krunić Magda Linette            | forfait          | details |
| 07.              | 2023-02-17 | WTA Doha            | hardcourt     | Ljoedmyla Kitsjenok | Cori Gauff Jessica Pegula                  | 4-6, 6-2, [7-10] | details |
| 08.              | 2024-01-28 | Australian Open     | hardcourt     | Ljoedmyla Kitsjenok | Hsieh Su-wei Elise Mertens                 | 1-6, 5-7         | details |
| 09.              | 2025-01-26 | Australian Open     | hardcourt     | Hsieh Su-wei        | Kateřina Siniaková Taylor Townsend         | 2-6, 7-6, 3-6    | details |
| 10.              | 2025-02-22 | WTA Dubai           | hardcourt     | Hsieh Su-wei        | Kateřina Siniaková Taylor Townsend         | 6-7, 4-6         | details |
| 11.              | 2025-07-13 | Wimbledon           | gras          | Hsieh Su-wei        | Veronika Koedermetova Elise Mertens        | 6-3, 2-6, 4-6    | details |

### Finaleplaatsen gemengd dubbelspel
| nr.              | finale     | toernooi  | ondergrond | partner          | tegenstanders           | score    |         |
| ---------------- | ---------- | --------- | ---------- | ---------------- | ----------------------- | -------- | ------- |
| verloren finales |            |           |            |                  |                         |          |         |
| 1.               | 2019-07-14 | Wimbledon | gras       | Robert Lindstedt | Latisha Chan Ivan Dodig | 2-6, 3-6 | details |